# Etničke grupe Butana
Etničke grupe Butana, 667,000 stanovnika (UN Country Population; 2008)
- Adi	2,200
- Asamci	25,000
- Bhotia, Dzongkha	112,000
- Britanci	50
- Brokpa, Brokkat	500
- Bumthangpa	16,000
- Chali	1,500
- Dakpa	1,500
- Dakpakha	1,400
- Dzala	22,000
- Gongduk	2,700
- Gurung	36,000
- Khampa, istočni 1,300
- Kheng	59,000
- Kurteop	15,000
- Lakha	11,000
- Layakha	1,200
- Lepcha	85,000
- Lhop, Doya	3,400
- Lunape	900
- Matpa	30,000
- Monpa, Limbu	1,400
- Nepalci, 	8,500
- Nupbi	2,400
- Nyenpa	15,000
- Oraon, Kurux	4,400
- Santali	16,000
- Sharchop	142,000
- Sherpa	4,000
- Tamang, istočni	3,000
- Tibetanci	3,900
- Tseku	7,400
- Walang, Bantawa	20,000